# Adolf Westphal von Bergener
Heinrich Ernst Adolf Westphal, seit 1831 Westphal von Bergener (* 12. Dezember 1785 in Smentowken; † 23. Oktober 1864 in Ohlau) war ein preußischer Generalleutnant.

## Leben

### Herkunft
Adolf war der Sohn des Amtmanns Heinrich Bernhard Westphal und dessen Ehefrau Anna Helene, geborene Peters.

### Militärkarriere
Westphal trat am 14. Oktober 1799 als Junker in das Husarenregiment „von Usedom“ der Preußischen Armee ein und avancierte bis Mitte April 1806 zum Sekondeleutnant. Als solcher nahm er im Vierten Koalitionskrieg an den Kämpfen bei Halle (Saale), Lychen und Waren teil.
Nach dem Frieden von Tilsit wurde Westphal am 29. April 1809 dem 2. Leib-Husaren-Regiment aggregiert und am 10. April 1811 einrangiert. Am 1. März 1812 stieg er zum Premierleutnant auf und nahm im gleichen Jahr beim mobilen 1. kombinierten Husaren-Regiment während des Feldzuges gegen Russland an den Gefechten bei Bausk und Friedrichstadt teil. Bei Piktupönen wurde Westphal verwundet und mit dem Orden der Ehrenlegion ausgezeichnet. König Friedrich Wilhelm III. verlieh ihm am 12. März 1813 den Orden Pour le Mérite. Mit der Beförderung zum Stabsrittmeister wurde er am 20. April 1813 Führer der freiwilligen Jägereskadron des 2. Leib-Husaren-Regiments. Während der Befreiungskriege kämpfte Westphal in den Schlachten bei Bautzen und Leipzig und wurde für sein Verhalten bei Großgörschen mit dem Eisernen Kreuz II. Klasse sowie für Reichenbach mit dem Kreuz I. Klasse ausgezeichnet. Am 31. März 1814 wurde er zum Rittmeister und Eskadronchef ernannt.
Am 29. November 1821 folgte die Beförderung zum Major und Ernennung zum Kommandeur des II. Bataillons im 22. Landwehr-Regiment. Daran schloss sich vom 26. September 1828 bis zum 29. März 1834 eine Verwendung als Kommandeur des I. Bataillons im 21. Landwehr-Regiment an. Anschließend beauftragte man Westphal zunächst mit der Führung des 4. Husaren-Regiment und ernannte ihn am 30. März 1835 zum Regimentskommandeur. In dieser Stellung erhielt Westphal am 30. September 1835 den Orden der Heiligen Anna II. Klasse und stieg bis Ende März 1838 zum Oberst auf. Am 22. März 1843 wurde er nach Neisse als Kommandeur der 12. Kavallerie-Brigade versetzt und in dieser Eigenschaft am 30. März 1844 zum Generalmajor befördert. Am 30. September 1846 bekam er den Roten Adlerorden II. Klasse mit Eichenlaub. Unter Verleihung des Charakters als Generalleutnant wurde Westphal am 13. März 1847 mit der gesetzlichen Pension zur Disposition gestellt. 
Nach seiner Verabschiedung zeichnete ihm König Wilhelm I. anlässlich seiner 50-jährigen Inhaberschaft am 9. Januar 1862 mit der Krone zum Orden Pour le Mérite aus. Er starb am 23. Oktober 1864 in Ohlau.
In seiner Beurteilung vom 20. November 1846 schrieb der General von Lindheim: Mit dem Detail des Dienstes vertraut, führt er eine Kavalleriebrigade auf dem Exerzierplatz sehr gut und belehrend für die Untergebenen, hat die kleinen Felddienstübungen in diesem Jahr gut geleitet. Ein noch rüstiger Mann, pünktlich bei allen Dienstobliegenheiten und ein Fügsamer Untergebener. Er soll sich nach früheren Urteilen im Kriege den Ruf eines tapferen und umsichtigen Offiziers erworben haben.

### Familie
Westphal heiratete am 17. August 1821 in Breslau Leopoldine Karoline von Bergener (1786–1870), geschiedene von Kursell. Sie war eine Tochter des Majors Paul von Bergener (Adelstand am 26. April 1773) im 43. Infanterie-Regiment. Der Major adoptierte seinen Schwiegersohn und mit der Namensvereinigung wurde Westphal am 24. Mai 1831 als „Westphal von Bergener“ in den erblichen preußischen Adelsstand erhoben.
Der General und seine Frau hatten mehrere Kinder und Stiefkinder:
- Marie Ernestine Amalie von Kursell (1813–1829)
- Adele Adolfine Pauline von Kursell (1819–1900) ⚭ 1837 Theodor von Schauroth (1815–1891), Generalmajor
- Friedrich Wilhelm Eduard (1822–1904), Oberstleutnant a. D.

⚭ Anna von Thiele (1829–1879)
⚭ 1881 Adele Magdalena Elisabeth Ida von Kursell (* 1860)
- Marie Leopoldine (1824–1835)